# Olympische Winterspiele 1980/Rennrodeln – Einsitzer (Männer)
Der Männer-Einsitzer im Rennrodeln bei den Olympischen Winterspielen 1980 in Lake Placid bestand aus vier Läufen, von denen zwei am 13. und zwei am 16. Februar 1980 ausgetragen wurden. Austragungsort war die Olympia-Bobbahn Mount Van Hoevenberg. Am Start waren 30 Teilnehmer aus 13 Ländern, von denen alle in die Wertung kamen. Olympiasieger wurde Bernhard Glass aus der DDR mit einer Gesamtzeit von 2:54,796 Minuten. Die Silbermedaille holte der Italiener Paul Hildgartner vor Anton Winkler aus der Bundesrepublik Deutschland, der die Bronzemedaille gewann.

## Titelträger
| Olympiasieger | Dettlef Günther ( Deutsche Demokratische Republik) | 3:27,688 min | Innsbruck 1976 |
| Weltmeister   | Dettlef Günther ( Deutsche Demokratische Republik) | 3:16,79 min  | Königssee 1979 |

## Ergebnis
| Rang | Athlet                  | Land                            | Lauf 1   | Lauf 1 | Lauf 2   | Lauf 2 | Lauf 3   | Lauf 3 | Lauf 4   | Lauf 4 | Gesamt     | Gesamt     |
| Rang | Athlet                  | Land                            | Zeit (s) | Rang   | Zeit (s) | Rang   | Zeit (s) | Rang   | Zeit (s) | Rang   | Zeit (min) | Zeit (min) |
| ---- | ----------------------- | ------------------------------- | -------- | ------ | -------- | ------ | -------- | ------ | -------- | ------ | ---------- | ---------- |
| 001  | Bernhard Glass          | DDR                             | 43,609   | 4      | 43,780   | 2      | 43,925   | 3      | 43,482   | 1      | 2:54,796   |            |
| 002  | Paul Hildgartner        | Italien                         | 43,652   | 5      | 44,000   | 4      | 43,708   | 2      | 44,012   | 3      | 2:55,372   |            |
| 003  | Anton Winkler           | BR Deutschland                  | 43,885   | 7      | 44,045   | 5      | 44,310   | 6      | 44,305   | 4      | 2:56,545   |            |
| 004  | Dettlef Günther         | DDR                             | 43,199   | 1      | 43,555   | 1      | 46,879   | 23     | 43,530   | 2      | 2:57,163   |            |
| 005  | Gerhard Sandbichler     | Österreich                      | 44,128   | 9      | 44,711   | 8      | 44,305   | 5      | 44,307   | 5      | 2:57,451   |            |
| 006  | Franz Wilhelmer         | Österreich                      | 44,162   | 10     | 44,783   | 10     | 44,159   | 4      | 44,379   | 7      | 2:57,483   |            |
| 007  | Gerhard Böhmer          | BR Deutschland                  | 44,010   | 8      | 44,741   | 9      | 44,434   | 7      | 44,584   | 9      | 2:57,769   |            |
| 008  | Anton Wembacher         | BR Deutschland                  | 44,308   | 13     | 44,549   | 7      | 44,835   | 9      | 44,32    | 6      | 2:58,012   |            |
| 009  | Albert Graf             | Österreich                      | 44,253   | 11     | 44,524   | 6      | 44,815   | 8      | 44,431   | 8      | 2:58,023   |            |
| 010  | Jindřich Zeman          | Tschechoslowakei                | 44,901   | 15     | 45,438   | 16     | 45,571   | 16     | 45,025   | 12     | 3:00,935   |            |
| 011  | Bruce Smith             | Kanada                          | 45,442   | 23     | 45,305   | 12     | 45,479   | 15     | 44,848   | 10     | 3:01,074   |            |
| 012  | Jeff Tucker             | Vereinigte Staaten              | 45,158   | 17     | 45,311   | 13     | 45,427   | 14     | 45,400   | 16     | 3:01,296   |            |
| 013  | Rainer Gassner          | Liechtenstein                   | 45,283   | 19     | 45,956   | 20     | 45,907   | 19     | 44,928   | 11     | 3:02,074   |            |
| 014  | John Fee                | Vereinigte Staaten              | 45,328   | 21     | 45,407   | 15     | 46,032   | 20     | 45,345   | 15     | 3:02,112   |            |
| 015  | Jeremy Palmer-Tomkinson | Großbritannien                  | 45,191   | 18     | 46,947   | 22     | 45,060   | 12     | 45,066   | 13     | 3:02,264   |            |
| 016  | Neil Townshend          | Großbritannien                  | 46,726   | 27     | 45,358   | 14     | 45,037   | 11     | 45,278   | 14     | 3:02,399   |            |
| 017  | Mark Jensen             | Kanada                          | 45,150   | 16     | 46,218   | 21     | 45,363   | 13     | 46,079   | 19     | 3:02,810   |            |
| 018  | Stefan Kjernholm        | Schweden                        | 44,565   | 14     | 44,905   | 11     | 44,900   | 10     | 48,538   | 22     | 3:02,908   |            |
| 019  | Koji Kuriyama           | Japan                           | 45,820   | 26     | 45,872   | 17     | 45,852   | 18     | 45,538   | 18     | 3:03,082   |            |
| 020  | Richard Stithem         | Vereinigte Staaten              | 45,418   | 22     | 45,938   | 19     | 46,245   | 21     | 45,491   | 17     | 3:03,092   |            |
| 021  | Ernst Haspinger         | Italien                         | 43,435   | 2      | 43,833   | 3      | 43,592   | 1      | 52,556   | 23     | 3:03,416   |            |
| 022  | Derek Prentice          | Vereinigtes Königreich          | 45,502   | 24     | 45,88    | 18     | 46,425   | 22     | 46,715   | 20     | 3:04,522   |            |
| 023  | Takashi Takagi          | Japan                           | 45,294   | 20     | 51,003   | 24     | 45,575   | 17     | 47,692   | 21     | 3:09,564   |            |
| DNF  | Dainis Bremse           | Sowjetunion                     | 43,559   | 3      | 1:21,445 | 25     | –        | DNS    | –        | –      | –          |            |
| DNF  | Wolfgang Schädler       | Liechtenstein                   | 45,751   | 25     | 48,568   | 23     | –        | DNS    | –        | –      | –          |            |
| DNF  | Hans Rinn               | Deutsche Demokratische Republik | 43,802   | 6      | 1:24,301 | 26     | –        | DNS    | –        | –      | –          |            |
| DNF  | Markus Kägi             | Schweiz                         | 54,224   | 28     | –        | DNS    | –        | –      | –        | –      | –          |            |
| DNF  | Vladimír Resl           | Tschechoslowakei                | 44,255   | 12     | –        | DNF    | –        | –      | –        | –      | –          |            |
| DNF  | Karl Brunner            | Italien                         | –        | DNF    | –        | –      | –        | –      | –        | –      | –          |            |
| DNF  | Ueli Schenkel           | Schweiz                         | –        | DNF    | –        | –      | –        | –      | –        | –      | –          |            |